# Pseudonapomyza sueciae
Pseudonapomyza sueciae är en tvåvingeart som beskrevs av Zlobin 2005. Pseudonapomyza sueciae ingår i släktet Pseudonapomyza och familjen minerarflugor.
Artens utbredningsområde är Sverige. Inga underarter finns listade i Catalogue of Life.